# 大頓基湖
54°29′33″N 64°18′32″E / 54.49250°N 64.30889°E
大頓基湖（俄语：Большие Донки），是俄羅斯的湖泊，位於該國西南部，由庫爾干州負責管轄，處於庫爾塔梅什區，海拔高度98米，面積11.3平方公里，集水區面積38.3平方公里。